# Сапёрный проезд
Сапёрный прое́зд (название с 13 апреля 1972 года) — проезд в Москве, в районах Ивановское и Новогиреево Восточного административного округа.

## История
Предположительно улица названа в честь сапёрной школы или сапёрной бригады, располагавшейся здесь в годы Великой Отечественной войны.

## Расположение
Проезд начинается от 5-го проспекта Новогиреево и проходит параллельно Напольному проезду и Федеративному проспекту, пересекает Свободный проспект, 1-й и 2-й проспекты Новогиреево. Нумерация домов начинается от 5-го проспекта Новогиреево. Всего на улице 15 домов. Светофоров нет. Движение одностороннее с одной полосой, за исключением небольшого восточного участка после пересечения 1-го проспекта Новогиреева.

## Учреждения
- Предприятие № 12 Всероссийского общества слепых.

Также на проезде в последнее время открылось несколько новых организаций («Салон красоты», «Продовольственный магазин» и др.)

## Транспорт
- Наземный транспорт по Сапёрному проезду не ходит.
- Ближайшая станция метро — «Новогиреево».